# Horsnes
Horsnes est une localité du comté de Troms, en Norvège.

## Géographie
Administrativement, Horsnes fait partie de la kommune de Storfjord.